# Heather Lind
Pour les articles homonymes, voir Lind.
Heather Lind, née le 22 mars 1983 à Upland en Pennsylvanie (États-Unis), est une actrice américaine.

## Filmographie

### Cinéma
- 2012 : The Last Day of August : Shannon
- 2013 : A Single Shot : Mincy
- 2013 : The Weekend : Victoire
- 2015 : Mistress America : Mamie-Claire
- 2015 : Stealing Cars : Nurse Simms
- 2015 : Demolition : Julia
- 2016 : Half the Perfect World : Lily
- 2017 : Fireworkers : Gibson

### Télévision
- 2011 : Blue Bloods : Melissa Samuels
- 2011-2012 : Boardwalk Empire : Katy
- 2014 : Sleepy Hollow : Mary Wells
- 2015 : The Walker
- 2014-2016 : Turn : Anna Strong